# Región hidrográfica
Región hidrográfica es el área de tierra y de mar compuesta por una o más cuencas hidrográficas contiguas y por las aguas subterráneas y costeras asociadas.
La región hidrográfica es así una división administrativa, constituyéndose como la unidad principal de planificación y gestión de las aguas, teniendo como base la cuenca hidrográfica.